# چیتیرا تیرونال بالاراما وارما
چیتیرا تیرونال بالاراما وارما (انگلیسی: Chithira Thirunal Balarama Varma; ۷ نوامبر ۱۹۱۲ – ۲۰ ژوئیهٔ ۱۹۹۱) سیاستمدار و کارآفرین هندی بود، که در سال ۱۹۴۵ بانک ایالتی تراوانکور را تأسیس کرد.